# Marlon (série télévisée)
Pour les articles homonymes, voir Marlon (homonymie).
Marlon est une série télévisée américaine en vingt épisodes de 22 minutes, créée par Christopher Moynihan et Marlon Wayans, et diffusée entre le 16 août 2017 et le 12 juillet 2018 sur le réseau NBC.
Au Canada (incluant la VF) et en France[réf. souhaitée], la série est disponible depuis le 14 juin 2018 sur Netflix.

## Synopsis
Librement inspirée de la vie réelle de la vedette Marlon Wayans (Scary Movie, White Chicks, Little Man), cette mise à jour de la comédie familiale classique se concentre sur un père aimant (mais immature) engagé à "co-parenter" ses deux enfants avec son ex-femme. La famille est vraiment toujours la première chose pour lui-même s'il est le plus grand enfant de tous.

## Distribution

### Acteurs principaux
- Marlon Wayans (VF : Franck Sportis) : Marlon Wayne
- Essence Atkins (VF : Géraldine Asselin) : : Ashley Wayne
- Notlim Taylor (VF : Adeline Chetail) : Marley Wayne
- Amir O'Neil (VF : Fily Keita) : Zack Wayne
- Bresha Webb (VF : Charlyne Pestel) : Yvette
- Diallo Riddle (en) (VF : Raphaël Cohen) : Stevie Noogle

### Invités
saison 1
- Boris Kodjoe (VF : Jonathan Benhamou) : Devon (épisode 1)
- Christopher Meyer (VF : Jonathan Benhamou) : Eugene
- Christina Moore : Miss Frye (épisode 1 + saison 2 épisode 9)
- Jennifer R. Blake (en) : Stevie's Girl (épisode 4)
- Terryn Westbrook (en) : Receptionist (épisode 6)
- Ken Lerner : Dr Pepper (épisode 7)
- Cocoa Brown (en) : Nurse Patrice (épisode 7)
- Jama Williamson (en) : Vickie (épisode 8)
- Amy Davidson : Susan Smith (épisode 9)
- Boyz II Men : eux-mêmes (épisode 10)

saison 2
- Don Lake : Hank Hoffstetter (épisode 1)
- Sherri Shepherd : Lenora (épisode 3)
- Kym Whitley (en) : Lovie (épisode 3)
- Kim Wayans : Miss Shabazz (épisode 4)
- Blake Young-Fountain (en) : Dustin (épisode 7)
- Broderick Hunter (en) : Todd (épisode 7)
- Vincent Oshana (en) : Uber Driver #2 (épisode 8)
- Andrew Patrick Ralston (en) : Dave Cirillo (épisode 9)

Version française
- Société de doublage : VOA[4]

Adaptation : David Sauvage  et Stéphanie Bourguignon
 Source et légende : version française (VF) sur RS Doublage

## Production

### Développement
Le 18 septembre 2015, le réseau NBC fait part de son intérêt concernant le projet de série inspiré de la vie de Marlon Wayans.
Le 7 janvier 2016, NBC commande un épisode pilote du projet de série.
Le 13 mai 2016, le réseau Fox annonce officiellement après le visionnage du pilote, la commande du projet de série, pour une diffusion lors de la saison 2016 / 2017 Deux jours plus tard lors des Upfronts 2016, NBC annonce la diffusion de la série pour la mi-saison 2016-2017 d'une durée de dix épisodes.
Le 28 septembre 2017, la série est renouvelée pour une deuxième saison.
Le 21 décembre 2018, la série a été annulée.

### Casting
Outre Marlon Wayans dans son propre rôle, la distribution des rôles s'est faite dans cet ordre avec l'arrivée le 8 février 2016 d'Essence Atkins dans le rôle d'Ashley. Ensuite le 17 février, Bresha Webb est annoncée dans le rôle d'Yvette. Le 8 mars, Diallo Riddle (en) rejoint la série dans le rôle de Stevie (initialement Kevin).

## Épisodes

### Première saison (2017)
1. La vie continue (Pilot)
2. Le Vide-grenier (Cleaning Out the Closet)
3. Les garçons ne désirent qu'une chose (Boys Only Want One Thing)
4. Sexe entre ex (Exes with Benefits)
5. Les Gosses de la cité (Project Kids)
6. Surprises (Surprises)
7. Fête à l'hôpital (Hospital Party)
8. Marlon l'entraîneur (Coach Marlon)
9. Marlon bien élevé (Appropriate Marlon)
10. Fin de la route (End of the Road)

### Deuxième saison (2018)
Cette saison de dix épisodes est diffusée depuis le 14 juin 2018 sur NBC.
1. Divorce en peril (Divorce Counseling)
2. Et ta sœur ? (Sisters)
3. Le Petit Chaperon bourge (Wingman)
4. Un papa modèle (Model Parent)
5. Miss Marley et son chauffeur (Driving Miss Marley)
6. Le Code (Man Code)
7. 100 % vrai (Keepin' It 100)
8. Bizutage (Homecoming)
9. La Journée des metiers (Career Day)
10. Joyeux enterrement (Funeral Party)